# 白賴仁·派列斯基
白賴仁·派列斯基（Brian Priske，1977年5月14日—）是一名丹麥足球運動後衛。

## 榮譽
阿爾堡
- 丹麥足球超級聯賽冠軍: 1998-99

布魯日
- 比利時盃冠軍: 2007

## 外部連結
- 丹麥國家隊 白賴仁·派列斯基檔案 （页面存档备份，存于）